# 今津健治
今津 健治（いまづ けんじ、1925年 - ）は、日本の技術史学者。
福岡県生まれ。1945年大阪帝国大学理学部数学科入学、1948年中退、長期療養。1966年久留米大学商学部助教授、1968年立命館大学商学部助教授、1972年神戸大学教養部助教授、1979年教授。1989年定年退官、大阪学院大学教授。

## 著書
- 『近代技術の先駆者 東芝創立者田中久重の生涯』1964 角川新書
- 『島津製作所の成立について 創業から改組まで』島津製作所 1982
- 『近代日本の技術的条件』柳原書店 1989
- 『からくり儀右衛門 東芝創立者田中久重とその時代』ダイヤモンド社　1992

## 共編著
- 『近代日本産業史』高橋正雄共著 講談社 1967
- 『明治前期官営工場沿革 千住製絨所、新町紡績所、愛知紡績所』岡本幸雄共編 東洋文化社 1983
- 『田中近江大掾』編 田中浩 1993

## 翻訳
- C.レイトン『巨大科学は国境を越える ヨーロッパ技術の逆襲』星野芳郎共訳 ダイヤモンド社 1971

## 参考
- 『からくり儀右衛門 東芝創立者田中久重とその時代』著者紹介